# 印加可乐
印加可乐（英語：Inca Kola）是一款秘鲁可乐品牌。

## 历史

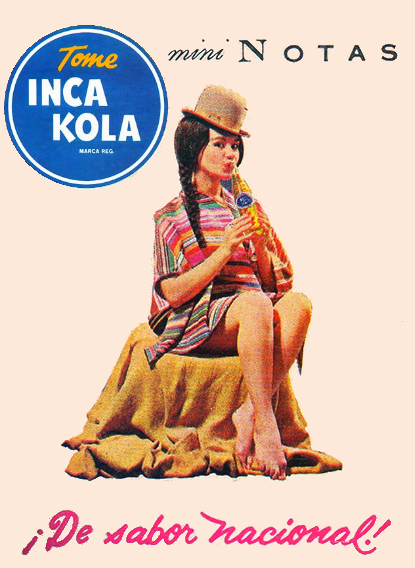
1960年代广告

1910年一位英格兰移民约瑟夫·罗宾逊·林德利在秘鲁利马成立一家罐装公司，后改名为林德利集团，1935年时值利马建市400周年之际，同年7月28日推出印加可乐。1999年可口可乐公司买断其49%股份允许在秘鲁境外销售的所有权，林德利集团拥有可口可乐公司旗下产品（芬达，雪碧）在秘鲁代理权。

## 画廊

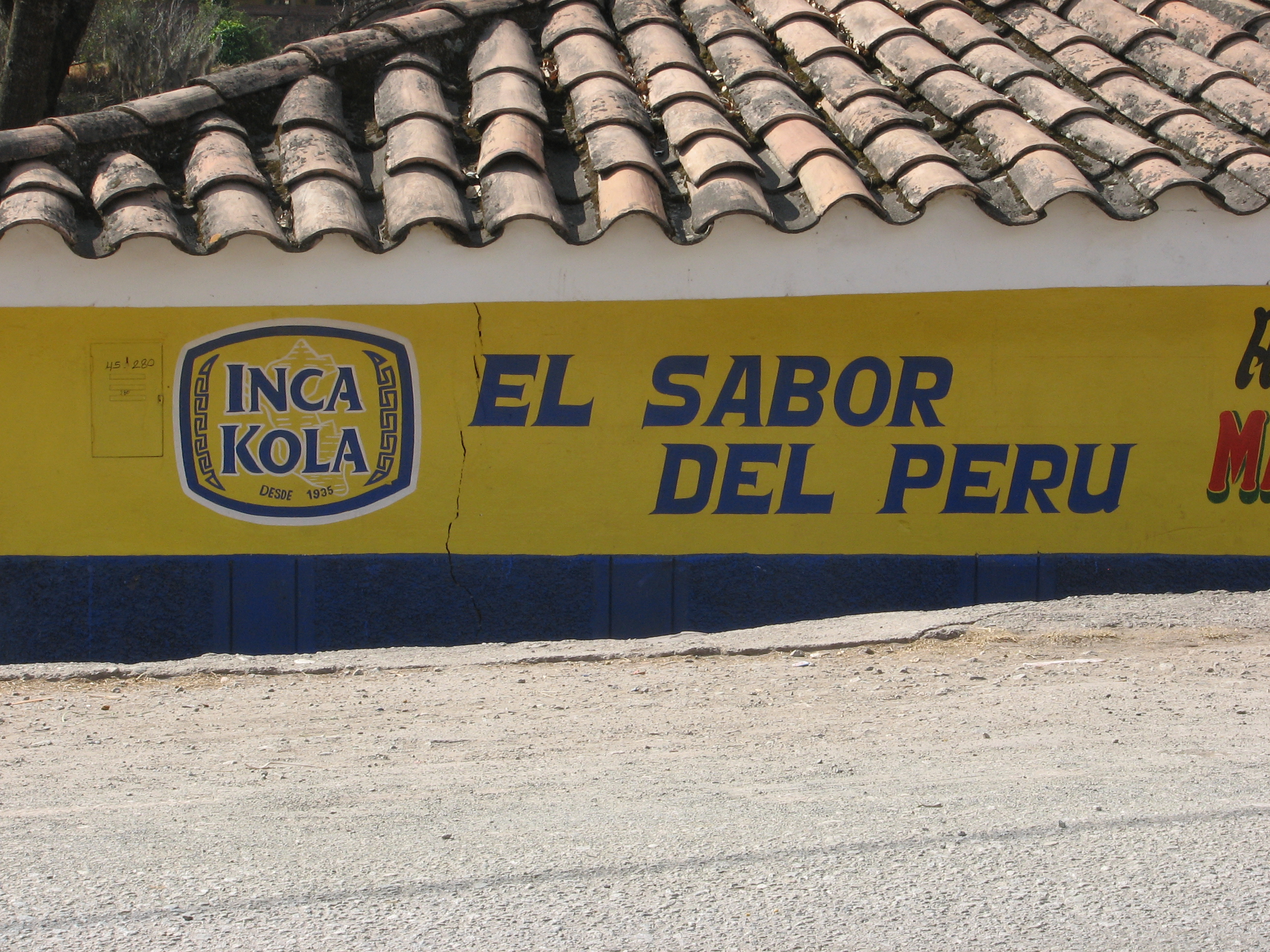
可乐标语："秘鲁味道"
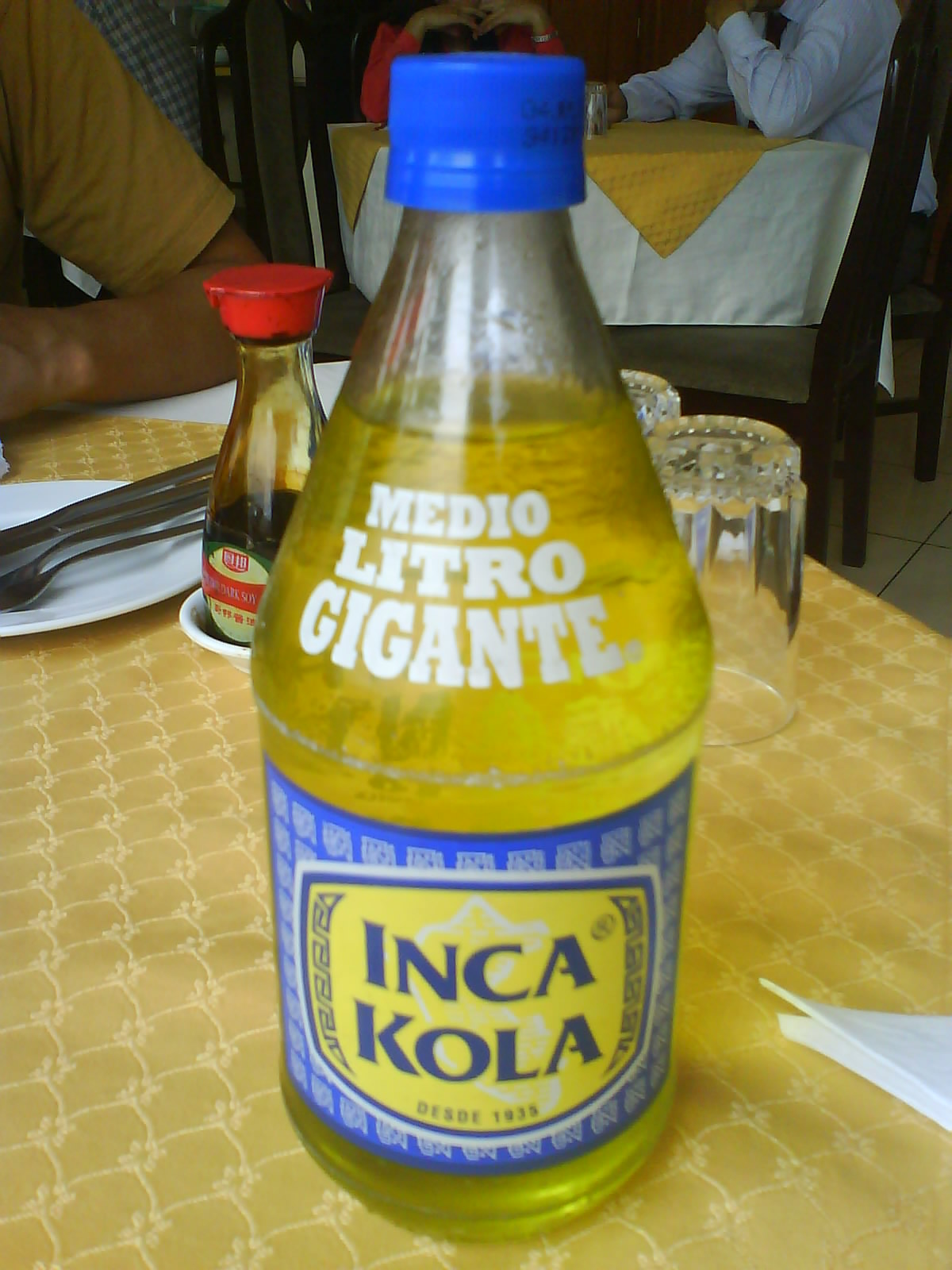
瓶装
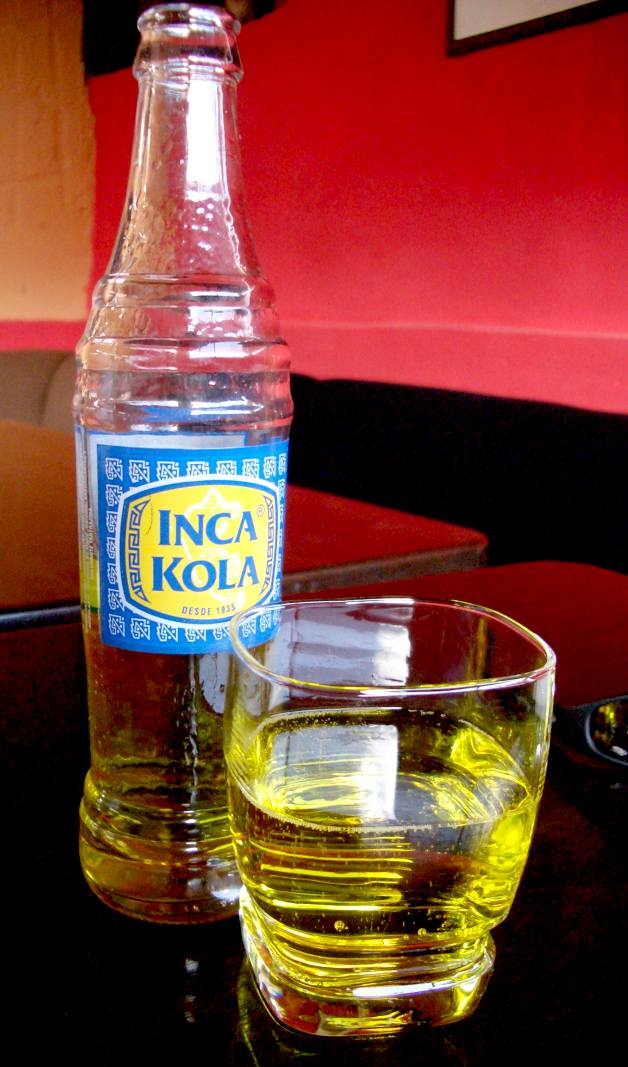
瓶装
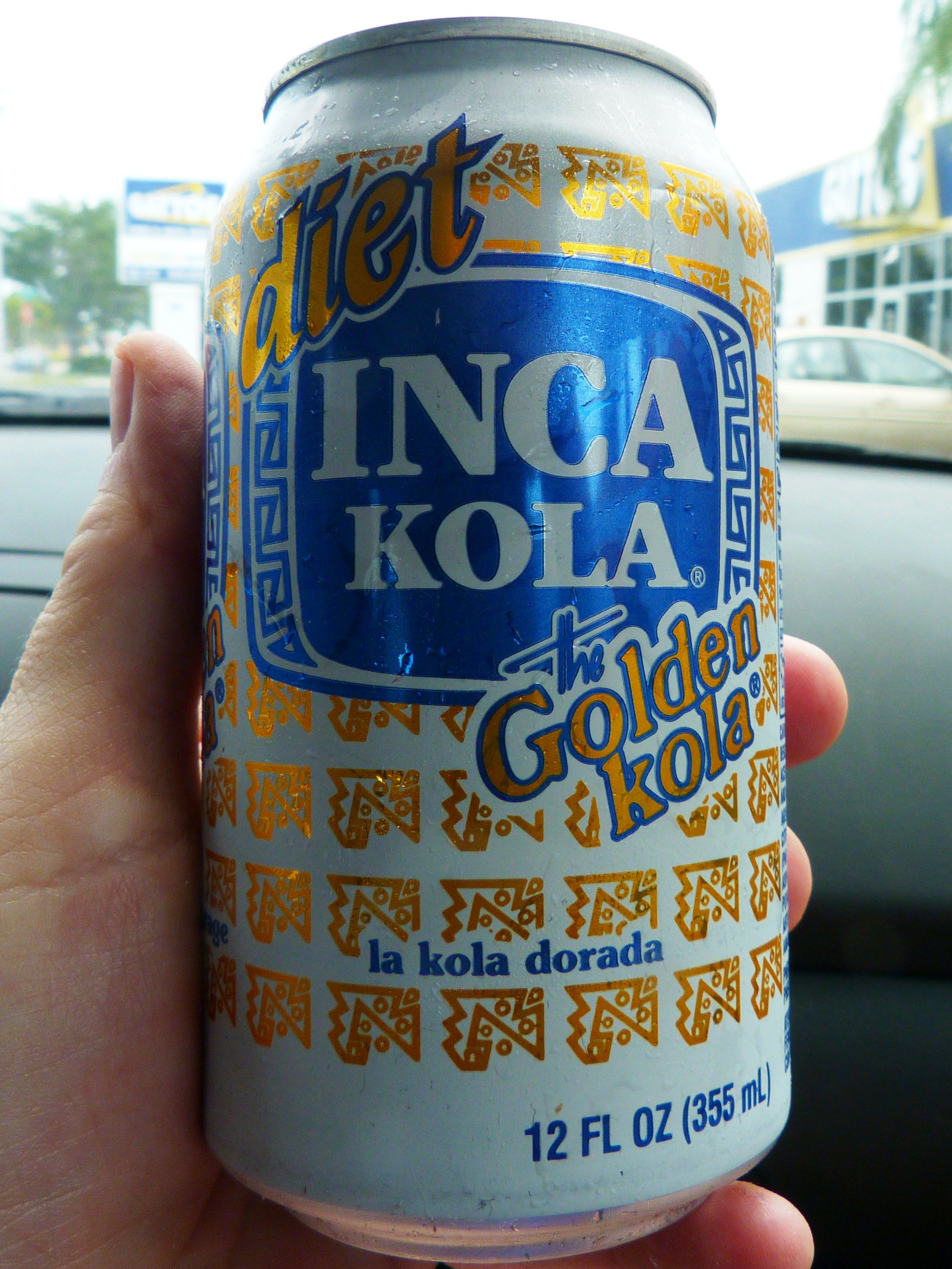
罐装
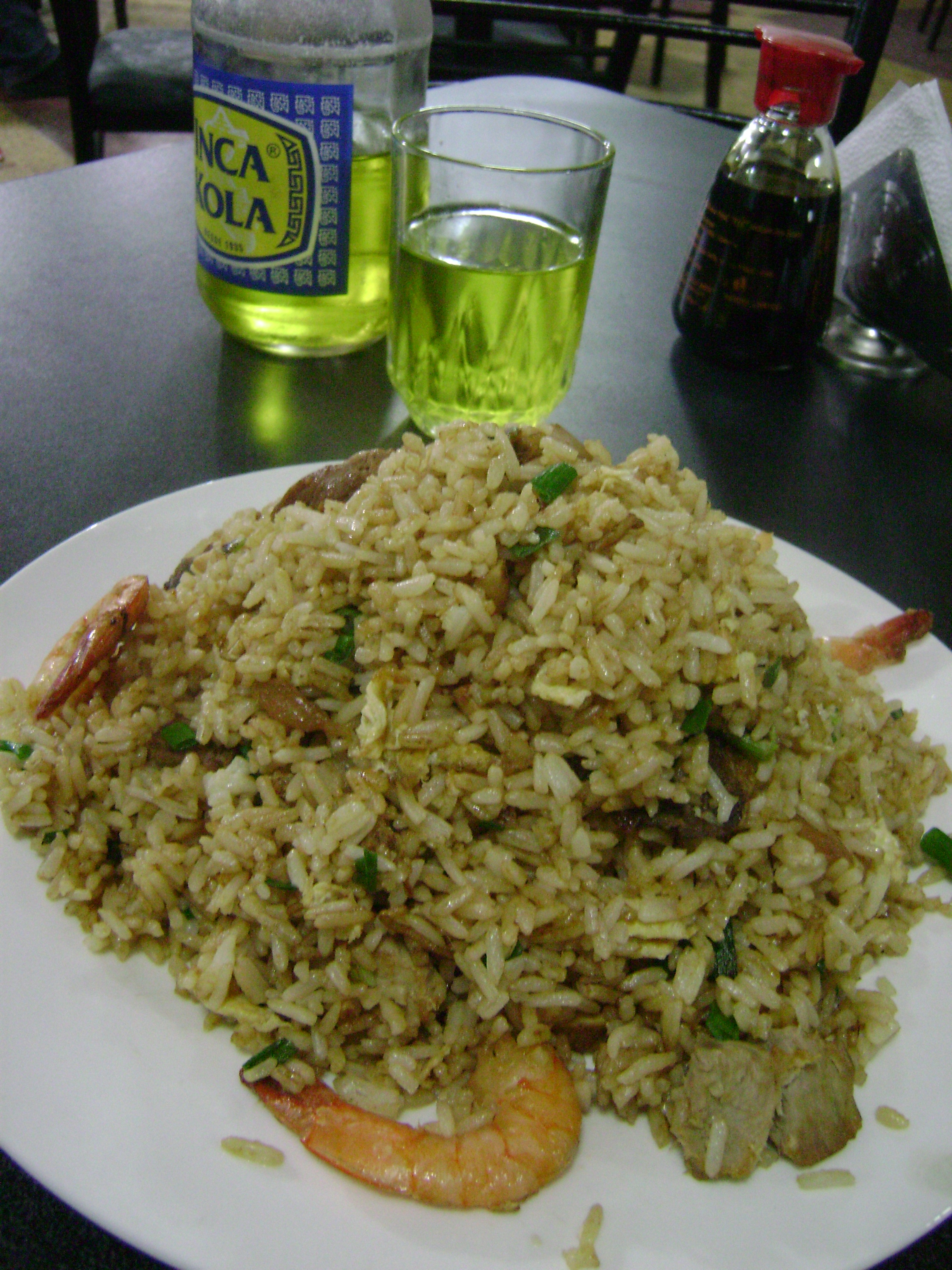
秘鲁炒饭配可乐